# 胡珀斯克里克鎮區 (北卡羅萊納州亨德森縣)
胡珀斯克里克鎮區（英語：Hoopers Creek Township）是位於美國北卡羅萊納州亨德森縣的一個鎮區。

## 地方資料
胡珀斯克里克鎮區的面積為199.42平方千米，皆為陸地。根據2020年美國人口普查的數據，當地共有人口17005人，而人口密度為每平方千米85.27人。